# Monika Janeska
Monika Janeska (mazedonisch Моника Јанеска, geboren am 17. Mai 1993 in Gostivar, Republik Mazedonien) ist eine nordmazedonische Handballspielerin.

## Vereinskarriere
Janeska, die auf der Spielposition Rückraum Mitte eingesetzt wird, spielte bei ŽRK Vardar SCBT, von wo sie im Jahr 2010 zu ŽRK Gevgelija wechselte, für das sie sechs Jahre auflief. Im Jahr 2016 wechselte sie nach Ungarn zu Mosonmagyaróvári KCSE. Seit dem Jahr 2017 steht Janeska in der Türkei bei Konyaaltı Belediye Spor unter Vertrag.
Mit den Teams aus Skopje, Gevgelija und Konyaaltı nahm sie an europäischen Vereinswettbewerben teil. Mit Konyaaltı gewann sie 2023 den EHF European Cup.

## Auswahlmannschaften
Für die nordmazedonische Nationalmannschaft lief sie in der Qualifikationsrunde zur Europameisterschaft 2018 und der Qualifikation zur Weltmeisterschaft 2021 auf. Auch bei der Europameisterschaft 2022 stand sie im Aufgebot Nordmazedoniens.
Mit der nordmazedonischen Beachhandball-Nationalmannschaft spielte sie bei der Europameisterschaft 2019.